# Meißner Löwe

Wappen Landkreis Meißen
Meißner Löwe seit 2009
Meißner Löwe bis 2008

Der Meißner Löwe, oder auch der Markmeißnische Löwe, ist ein besonderes Wappentier in der Heraldik.
Er gehört zu den Wappenlöwen, die einen Eigennamen haben. Bei der Wappenbeschreibung steht der Begriff für die gesamte Figur und beschreibt alle Details. Der aufgerichtete, rot gezungte und ebenso bewehrte Löwe ist schwarz und nach rechts sehend. Er war das Herrschaftssymbol der Wettiner. Etwa um 1265 kommt der schwarze Löwe im goldenen Feld ins Wappen. Auch auf den Schilden der bemalten Grabsteinbilder Albrechts des Stolzen und seines Bruders Dietrich in Altenzelle ist der Löwe abgebildet. Dietrich V., Markgraf von Landsberg, führte ihn 1267 in seinem Fähnlein. Der Löwe ist auch auf dem Helm und auf Heinrichs Münzen wie auf dem Siegel nachweisbar. Das Grabsteinbild der Mutter (Hedwig) von Albrecht und Dietrich hat abwechselnd den Meißner schwarzen Löwen im goldenen Schilde und den Thüringer rot-weiß gestreiften Löwen im blauen Schilde.
Das Wappentier der Mark Meißen soll an die Jahrhunderte währende Zugehörigkeit der Stadt Meißen zu dieser Mark erinnern. Aus den Wappen der Herrschaft Markmeißens ist er in viele Wappen der Städte und Gemeinden gekommen. Er soll der umgefärbte thüringische Löwe sein.

## Beispiele

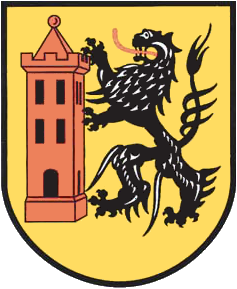
Meißen
Chemnitz
Dresden
Logo Dresdner Verkehrsbetriebe
Leipzig
Landkreis Nordsachsen
Borna
Delitzsch
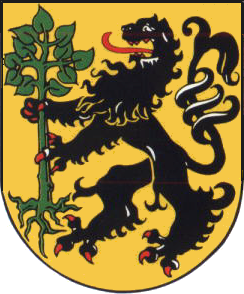
Eisfeld
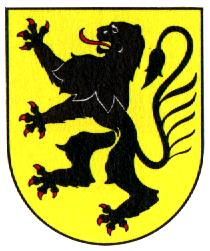
Großenhain
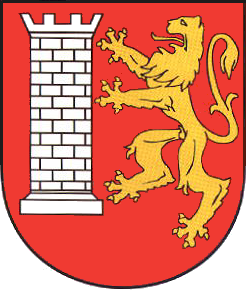
Heldburg
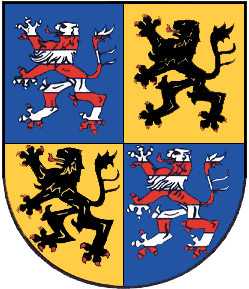
Hildburghausen
Bad Langensalza
Mittweida
Königsberg in Bayern
Neustadt bei Coburg
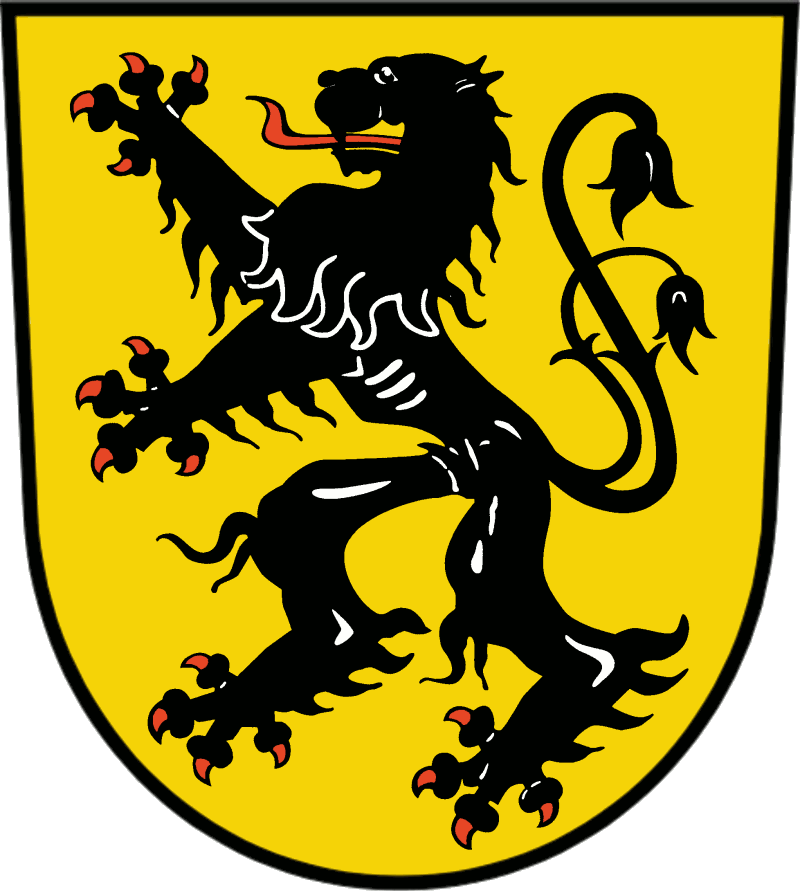
Ortrand
Ostheim vor der Rhön
Ranis
Bad Rodach
Sonneberg

## Siehe auch

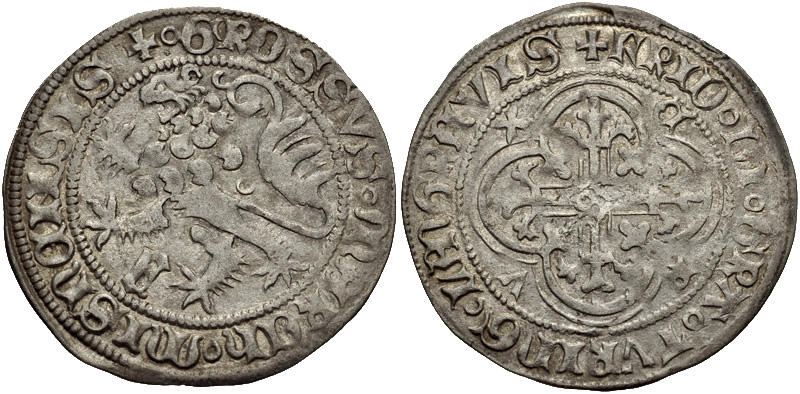
Meißner Groschen der Markgrafschaft Meißen mit dem nach links steigenden Meißner Löwen, Münzstätte Freiberg